# 海筆
海笔，也稱海鳃，是一類海生群體刺絲胞動物，屬於珊瑚纲硬軟珊瑚目海筆總科（學名：Pennatuloidea），現時該總科共由16個科組成，當中包括35個有現生種的属，包括約450個已描述的物种，當中約200個為合法的描述，例如斯氏棘海鳃、艾氏棘海鳃、海仙人掌等。海筆總科連同各種軟珊瑚組成了八放珊瑚亞綱。海筆有著世界分布，見於全世界熱帶及溫帶，以及由潮間帶到水深6100米的海域。
“海筆”之名源自於這些物種鹅毛般的外型，如同古老的鵝毛筆，但其實整個海筆總科只有Subselliflorae亞目的海筆物種才有這種鵝毛形的外型；其他同科物種缺乏羽毛狀結構，並以棒狀或輻射狀生長。长十厘米至两米不等，红紫色或浅红色，能发出磷光。栖息在海底，主要栖息在中潮区以下的软泥底质，少数在泥沙或纯沙底，栖息时一头扎入泥沙，一头露出，利用过滤水中的营养物质为生，带有触手的水螅体可以捕捉水中的生物为食。海筆为单体状肉质群体珊瑚，由一个柱状的初级轴螅体和其表面的羽状的众多次级个体组成，初级轴螅体的下端形成固着在泥沙中的柄。有的种类的初级轴螅体内含有钙质的中轴骨，共肉中含有分散的骨针。牠的身體分兩部份：主軸及小梗。小梗兩旁是由很多珊瑚蟲組成的羽狀片子，而主軸用來支撐，使整個動物在沙中筆直的豎立。
前寒武纪的埃迪卡拉生物群中有些化石與海筆类物種相似，例如查恩蟲等花瓣動物，但這些早期化石是否為海筆類物種仍有爭議。若從屬於寒武纪時期的伯吉斯頁岩的Thaumaptilon屬物種開始計算，海筆類至今仍广泛存在。

## 生物學
如同其他八放珊瑚亞綱，海筆亦是一個由多隻水螅體（亦作珊瑚蟲）所組成，而每一隻水螅體均有八條觸手。
但與其他八放珊瑚不同，海筆的身體可分兩個部份——主軸（peduncle）及小梗：主軸由一隻特殊的水螅體特化而成，用來支撐整個動物，使之在沙中筆直的豎立；而小梗兩旁是由很多其他珊瑚蟲組成的羽狀片子。
然後整支海筆都由碳酸鈣強化。

## 分類
海筆總科物種包括下列16個科：
- Anthoptilidae Kölliker, 1880
- Balticinidae Balss, 1910
- Chunellidae Kükenthal, 1902
- Echinoptilidae Hubrecht, 1885
- Funiculinidae Gray, 1870
- Gyrophyllidae López-González,Drewery & Williams, 2022
- Kophobelemnidae Gray, 1860
- Pennatulidae Ehrenberg, 1834
- Protoptilidae Kölliker, 1872
- Pseudumbellulidae López-González in López-González & Drewery, 2022
- Renillidae Gray, 1870
- Scleroptilidae Jungersen, 1904
- Stachyptilidae Kölliker, 1880
- Umbellulidae Kölliker, 1880
- 棒海鰓科Veretillidae Herklots, 1858
- Virgulariidae Verrill, 1868

## 水產貿易
海筆有時會見於在水產貿易，然而要照顧這些生物並不容易，因為海筆的棲境需要有非常深的基質，並且對食物有特殊的要求。

## 圖集

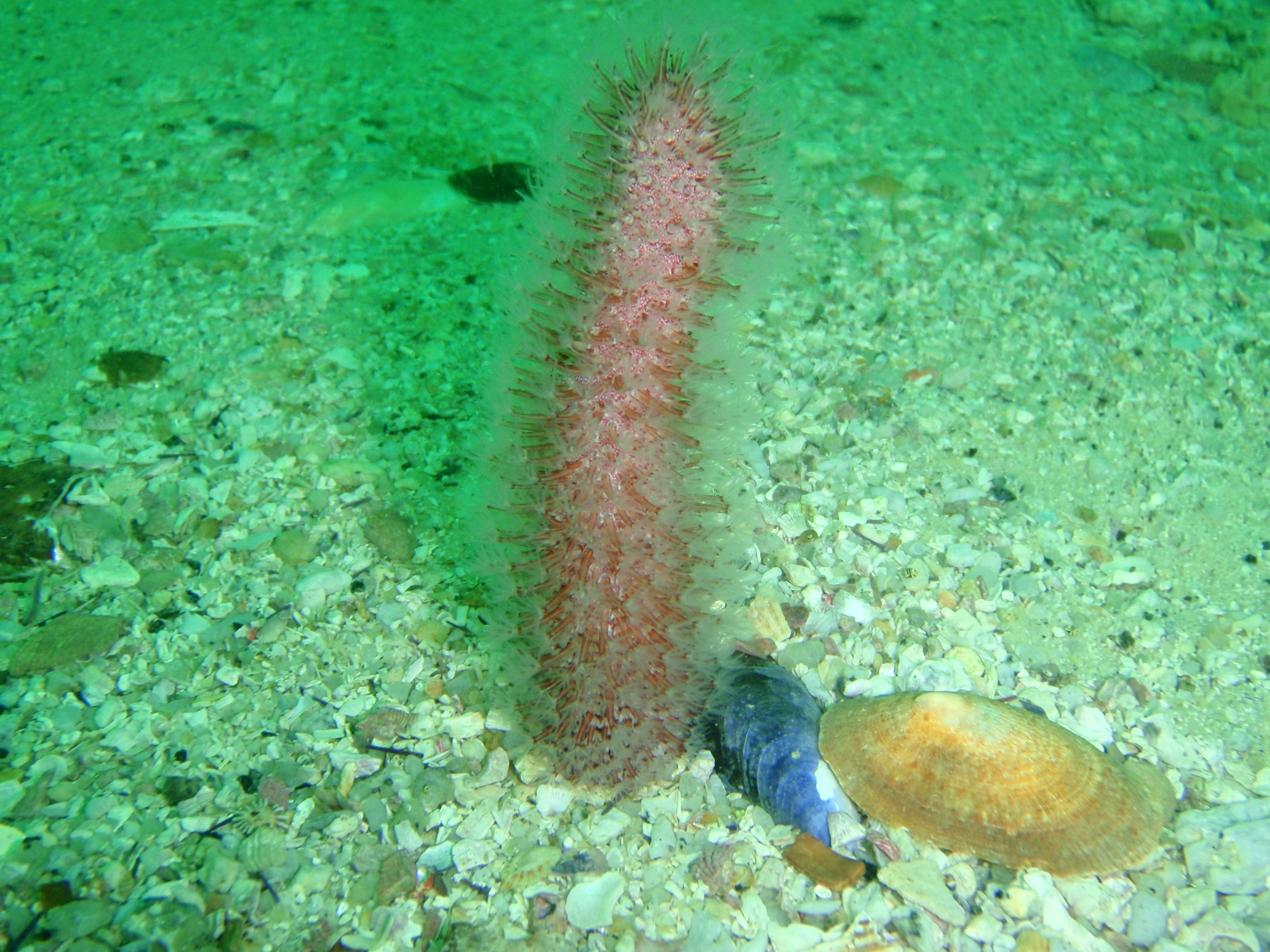
Actinoptilum molle（英语：Actinoptilum molle）（Echinoptilidae科）
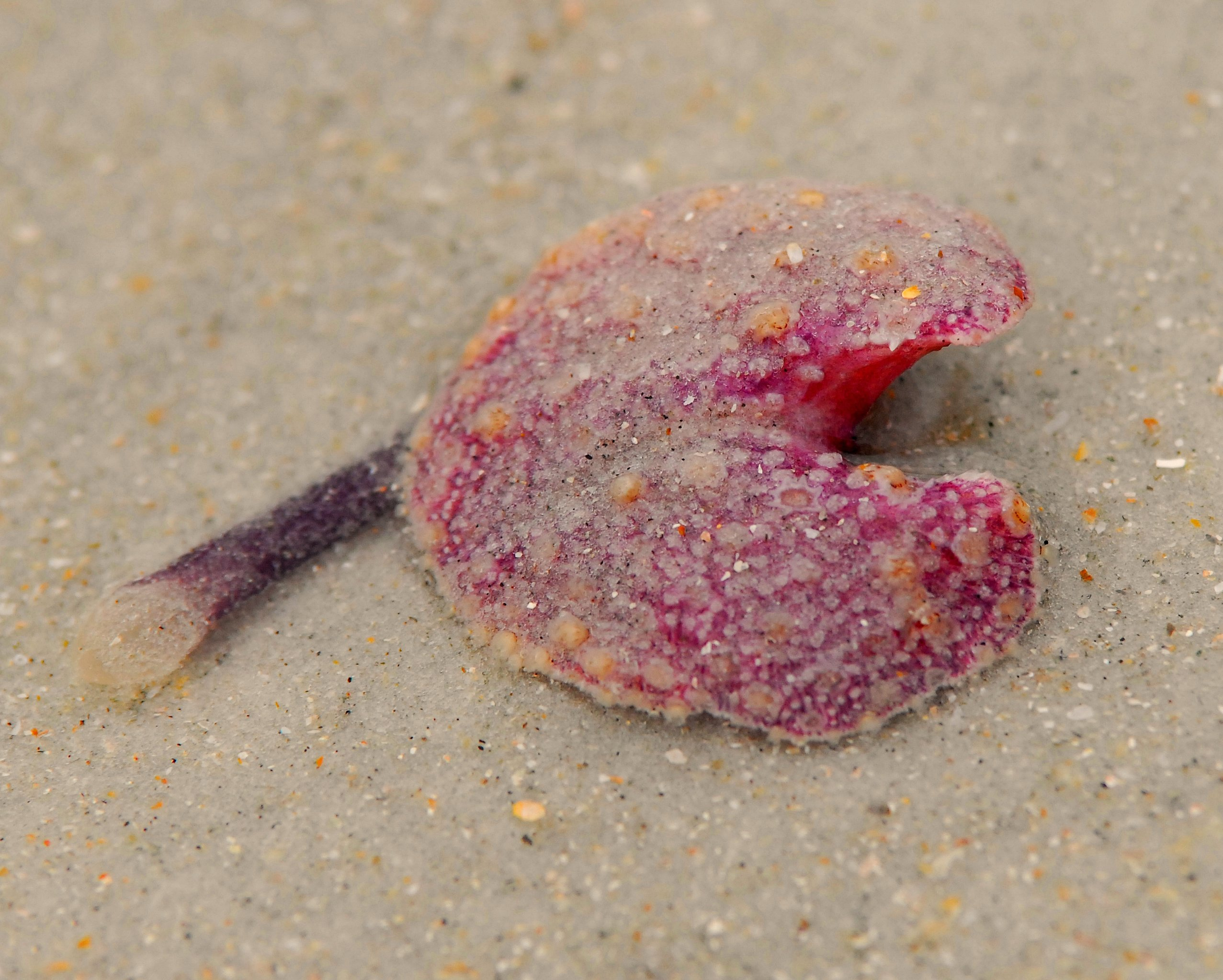
Renilla屬物種（Renillidae科）
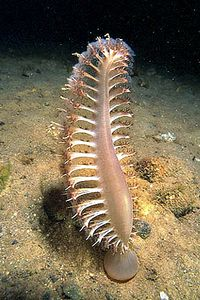
Pennatula phosphorea（Pennatulidae科）
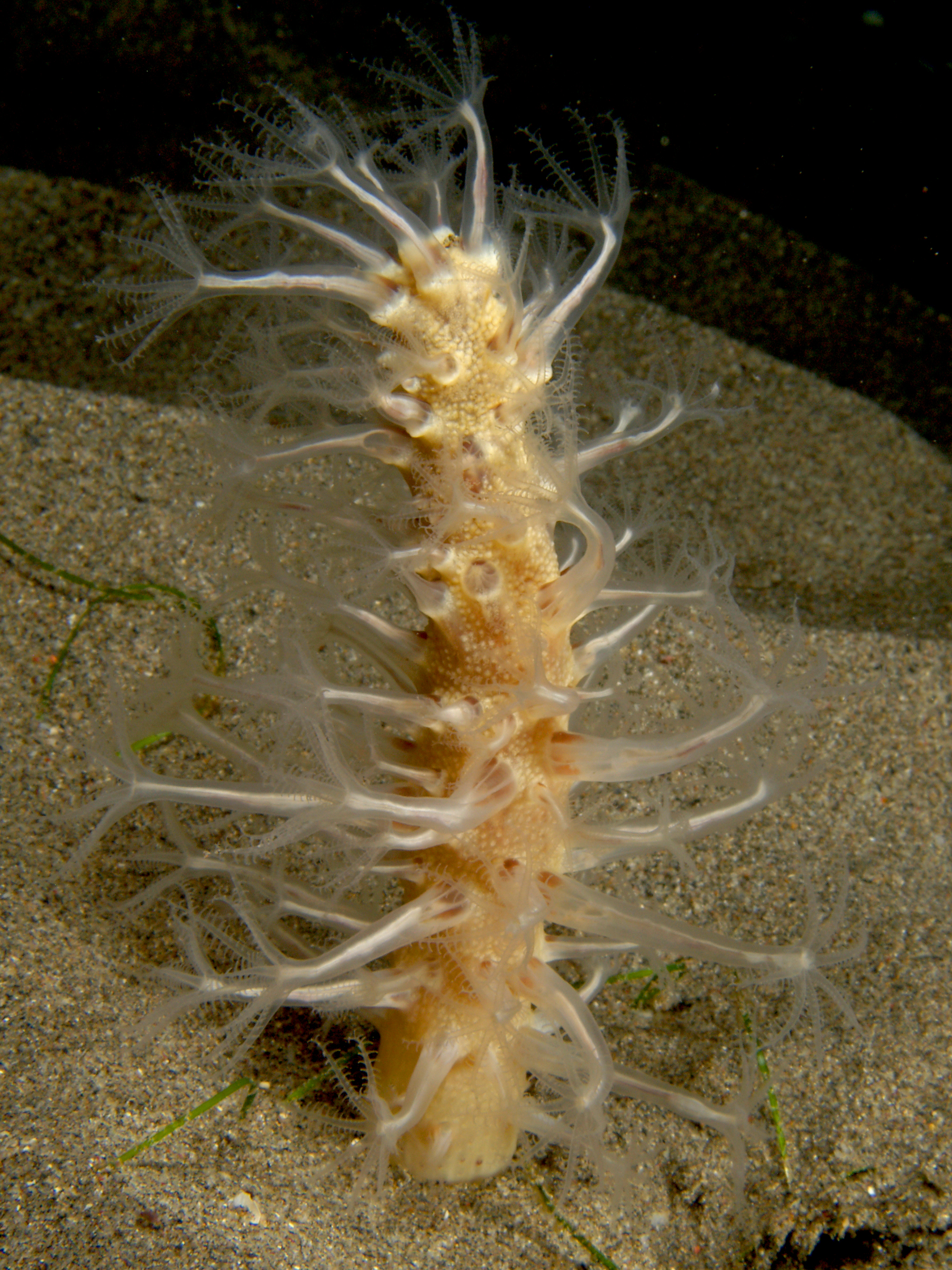
海仙人掌屬（Veretillum）物種（海仙人掌科）
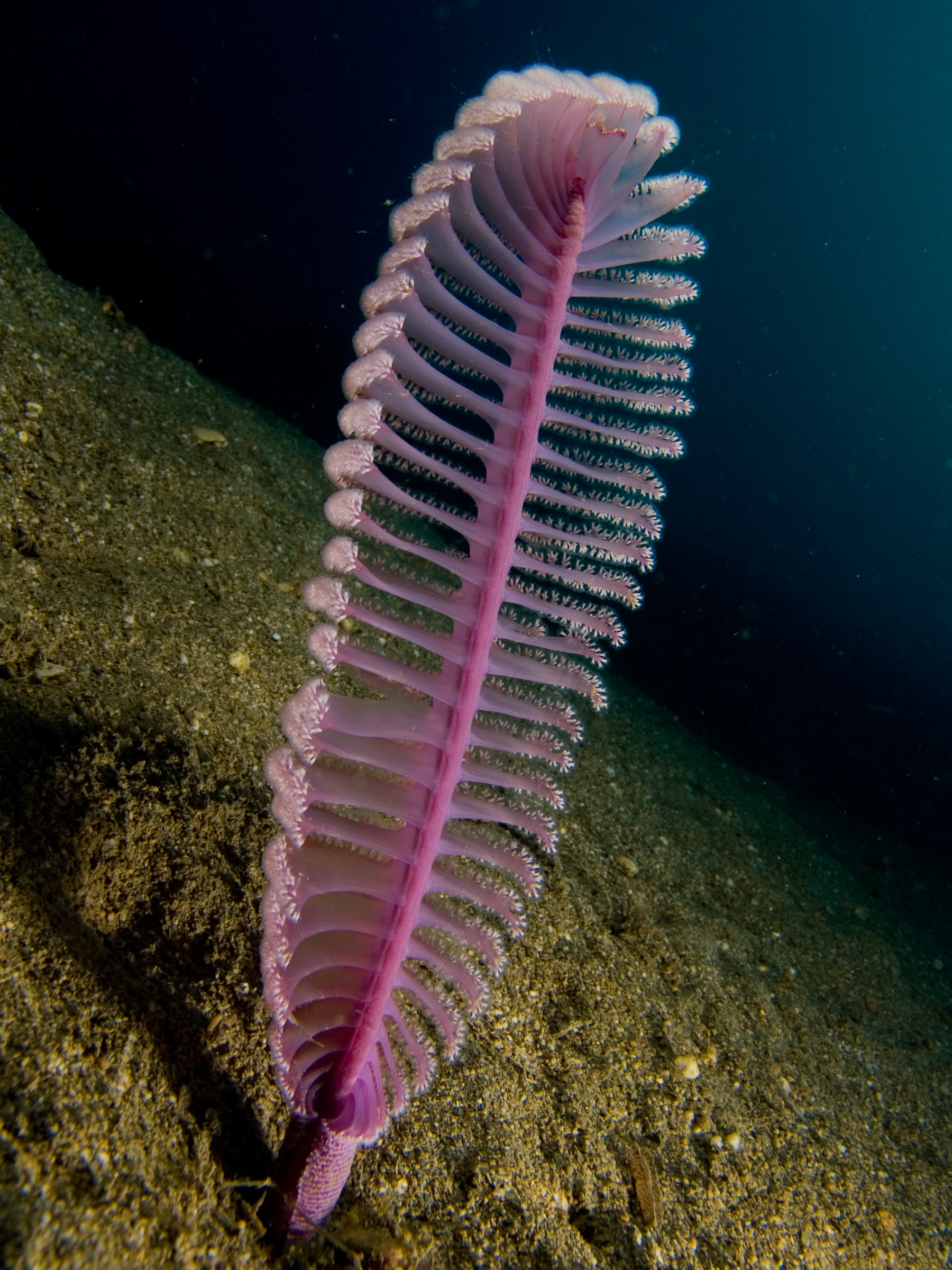
Virgularia（英语：Virgularia）屬物種（Virgulariidae科）

## 外部連結
- . starfish.ch.   [2022-08-11]. （原始内容存档于2022-08-11）.